# Aart Mosterd
Aart Mosterd (Putten, 2 april 1949) was van 24 november 1998 tot 30 november 2006 lid van de Tweede Kamer der Staten-Generaal voor het CDA.
Hij is woonachtig in Putten en was daar ook wethouder. In de Tweede Kamer hield hij zich onder andere bezig met beroepsonderwijs en sociale zaken (AOW, Nabestaandenwet, Algemene bijstandwet, ouderen, pensioenen). Hij was lid van de Parlementaire enquêtecommissie Srebrenica, voorzitter van de commissie voor de Verzoekschriften en van de tijdelijke commissie Zorguitgaven.
Hij studeerde scheikunde aan de Rijksuniversiteit Utrecht van 1967 tot 1972, en promoveerde in de organische chemie aldaar. Hij stamt uit een agrarische familie.

## Verkiezingsuitslagen
| Verkiezing                               | Partij                      | Kandidaatnummer | Aantal Stemmen |
| ---------------------------------------- | --------------------------- | --------------- | -------------- |
| Tweede Kamerverkiezingen 1994            | Christen-Democratisch Appèl | 76              | 164            |
| Tweede Kamerverkiezingen 1998            | Christen-Democratisch Appèl | 28              | 5.194          |
| Tweede Kamerverkiezingen 2002            | Christen-Democratisch Appèl | 18              | 2.284          |
| Tweede Kamerverkiezingen 2003            | Christen-Democratisch Appèl | 18              | 1.915          |
| Gemeenteraadsverkiezingen 2022 in Putten | Christen-Democratisch Appèl | 30              | 22             |

- Gemeinsame Normdatei: 1146142536
- International Standard Name Identifier: 0000 0003 8751 9464
- Nederlandse Thesaurus van Auteursnamen: 147217466
- Parlement.com: vg09llkh5xvc
- Virtual International Authority File: 280451277
- WorldCat: E39PBJcBRXPRGkkgd36PCRMkjC